# Muerte de Marc Bennett
La muerte de Marc Bennett se produjo el 24 de diciembre de 2019 en Doha, Catar, bajo circunstancias misteriosas. Bennett, un asesor de viajes británico, fue contratado por la compañía de Qatar Airways Discover Qatar para promover la imagen de Catar tras la selección de la nación como sede de la Copa Mundial de Fútbol de 2022. Después de dejar el trabajo y mostrar interés en una empresa saudita rival, Bennett fue arrestado y dijo que fue torturado. Fue encontrado ahorcado en su habitación de hotel el 25 de diciembre de 2019.
Tras su muerte, Qatar Airways informó que fue arrestado por robar secretos de la empresa. Qatar Airways dijo que su muerte no estaba relacionada con su trabajo porque era un exempleado popular y valorado. La familia de Bennett disputa ambas historias; un forense británico no registró la muerte como suicidio.

## Trasfondo
Marc Bennett (n. c. 1967), oriundo de Haywards Heath, y un exjugador de rugby que había jugado para el equipo sub-21 de Harlequins FC, anteriormente había sido una figura importante en la compañía de viajes Thomas Cook Group. Qatar Airways lo seleccionó para establecer y desarrollar su rama de turismo promocional, Discover Qatar, en 2012, con el objetivo de impulsar el turismo para la Copa Mundial de la Copa Mundial de Fútbol de 2022.

## Arresto y detención
En octubre de 2019, Marc Bennett dejó su trabajo en Discover Qatar, ya que no estaba contento y les dijo a sus antiguos empleadores que planeaba unirse a una empresa en Arabia Saudita, una nación con la que Catar tiene malas relaciones. Bennett fue arrestado en la oficina de Qatar Airways en octubre de 2019, acusado por ellos de robar documentos confidenciales de la compañía. Estuvo bajo custodia sin cargos durante tres semanas antes de ser puesto en libertad y se le prohibió salir de Catar; las autoridades confiscaron su pasaporte y sus pertenencias. Al tribunal forense de West Sussex, al escuchar el caso de su muerte, se le dijo que Bennett había sido considerado una amenaza para la seguridad nacional de Catar. Después de ser puesto en libertad, se fue a vivir con un amigo, que estaba preocupado por lo tímido y delgado que era Bennett. El amigo se fue de vacaciones por Navidad, momento en el que Bennett se mudó al Curve Hotel en Doha.
Según su familia, fue torturado tanto física como mentalmente mientras estuvo bajo custodia. El gobierno de Catar respondió que no torturan a los detenidos. Según lo que Bennett le dijo a su familia, lo esposaron y le vendaron los ojos cuando lo arrestaron y, cuando estaba bajo custodia, lo interrogaron sobre la empresa saudita. Bennett y su familia dijeron que lo retuvieron en una habitación que se mantenía helada mediante aire acondicionado, lo que le impedía dormir. Se le permitió llamar a su familia desde el centro de detención, aunque se había visto afectado hasta el punto de que apenas podía hablar. Él mismo describió la tortura física como ser desnudado de forma rutinaria, «expuesto a chorros de mangueras de alta presión, y golpeado contra las paredes».
No se le ofreció asesoramiento legal. Los representantes de las Naciones Unidas se refirieron a esas denuncias de malos tratos como creíbles.

## Muerte
La esposa de Bennett, Nancy, se comunicó con el Ministerio de Relaciones Exteriores preocupada por su paradero cuando no respondió a sus mensajes en la víspera de Navidad. El día de Navidad de 2019, Bennett fue encontrado ahorcado en su habitación de hotel; su familia fue informada más tarde ese mismo día. Su cuerpo fue encontrado por una recepcionista. La policía catarí concluyó que se suicidó. Sin embargo, los forenses británicos no registraron un veredicto de suicidio, considerándolo una causa poco probable y no encontraron evidencia de que Bennett deseara suicidarse. El forense de West Sussex escuchó que «solo hubo una investigación superficial» sobre la muerte de Bennett por parte de las autoridades de Catar.
Según Metro, Bennett estaba de buen humor en una videollamada con su familia el 23 de diciembre. Nancy informó a los medios británicos que la personalidad general de Bennett; su interés en asistir a una fiesta de Navidad en ese momento; y el estado de su habitación de hotel cuando lo encontraron, que ella explicó como «No había ninguna nota, no quedó nada. Había una taza de café, había comida. Honestamente, era como si hubieran llamado a la puerta, dejaste tu libro, vas y abriste la puerta, y luego volviste a leer tu libro», hizo que el suicidio pareciera imposible.
Nancy concedió una entrevista televisiva sobre su esposo a Channel 4 News el 29 de septiembre de 2022.